# Прокошев, Павел Александрович
Па́вел Алекса́ндрович Про́кошев (10 июля 1868, Тотемский уезд, Вологодская губерния — 1943) — правовед, богослов, писатель, ординарный профессор кафедры церковного права юридического факультета Томского университета.

## Биография
Родился в семье сельского дьячка.
В 1888 году окончил Вологодскую духовную семинарию по первому разряду. В том же году поступил в Казанскую духовную академию и окончил ее в июле 1892 года (Курс XXXIII) со степенью кандидата богословия с правом на получение степени магистра без нового устного испытания. Среди его учителей в академии был заслуженный ординарный профессор И. С. Бердников. 15 августа 1892 года был оставлен профессорским стипендиатом при академии для приготовления к профессорскому званию. С 26 августа 1893 года преподавал в Вологодской духовной семинарии греческий язык, словесность и историю литературы. 19 октября 1895 года защитил в совете Казанской духовной академии магистерскую диссертацию «Канонические труды Иоанна, епископа Смоленского». С 5 ноября 1896 года преподавал русский язык, а с 30 августа 1898 года педагогику в Вологодском епархиальном женском училище. По совместительству с 22 сентября 1897 года преподавал педагогику в Вологодской Мариинской женской гимназии.
С 1898 года Министерство народного просвещения предлагает Прокошеву подготовить диссертацию на степень доктора церковного права. В мае 1898 года Прокошев пишет прошение в министерство, в котором ходатайствует об освобождении от написания диссертации. Министерство народного просвещения отказало, разъясняя, что Томскому университету требуется профессор церковного права для преподавания на открывавшемся юридическом факультете. В ноябре 1898 года прикомандирован Министерством народного просвещения на два года по кафедре церковного права Казанского университета для приготовления к профессорскому званию. Находясь в Казанском университете, прослушал курсы энциклопедии права, истории философии права и церковного права. С 1 июля 1900 года исполняющий должность экстраординарного профессора церковного права Томского университета. В ноябре 1900 года назначен секретарем юридического факультета Томского университета, на этой должности до ноября 1904 года. С 1905 года статский советник. В сентябре 1905 года избран секретарем юридического факультета Томского университета, на этой должности до сентября 1909 года. С 27 сентября 1905 года исполняющий должность ординарного профессора церковного права Томского университета. В 1906 году вошел в состав редакции газеты октябристов «Время». С 1907 по 1909 год, по совместительству, преподавал историю отношений церкви и государства на Высших историко-философских курсах. С 1905 по 1914 год с научной целью совершил пять командировок в европейскую часть России, дважды ездил с научной целью за границу, где изучал влияние римско-византийского права и право каноническое. Результатами поездок и научной работы стало написание в 1913 году докторской диссертации в области церковного права «Didascalia apostolorum u первые шесть книг апостольских постановлений: Историко-критическое исследование из облает и источников церковного права», эта работа в 1913 году была удостоена премии митрополита Макария; Н. Н. Глубоковского оставил о ней положительный отзыв в сочинении «Дидаскалия и Апостольские Постановления по их происхождению, взаимоотношению и значению» в 3 номере журнала «Христианское чтение» в 1916 году. С 1913 года член Томского отдела Императорского русского музыкального общества, гласный Томской городской думы, заведующий ее отделом по народному образованию, доктор церковного права, лауреат Макариевской премии. С 1913 по 1915 год декан юридического факультета Томского университета. 16 декабря 1914 года ординарный профессор кафедры церковного права Томского университета. Возглавляя кафедру в университете, читал курсы лекций: церковное право, римское право и гражданское право; кроме того, вёл семинары.
В 1915 году председатель оргбюро по созыву в Томске съезда по внешкольному образованию, товарищ председателя областного комитета Западно-Сибирского союза городов. С 1916 года председатель Городской училищной комиссии
В 1917 году первый выборный директор Народного университета имени П. И. Макушина, член Комиссии по церковным делам при Томском Губернском народном собрании, председатель отдела о взаимоотношении Церкви и государства на Всероссийском съезде духовенства и мирян, член Поместного собора Православной российской церкви в Москве, участвовал в 1-й сессии, секретарь II, член I, III, VI, XXI отделов.
С ноября 1918 года вошёл в состав Высшего временного церковного управления Сибири, который был создан на Сибирском соборном церковном совещании в Томске. 27 декабря 1918 года Верховный правитель России и Верховный Главнокомандующий Русской армией А. В. Колчак издал указ, назначивший Прокошева Главноуправляющим по делам вероисповеданий Российского правительства в Омске с оставлением в должности профессора Томского университета. В апреле 1919 года избран членом Томского епархиального совета. 22 декабря 1919 года Красная Армия окончательно установила советскую власть в городе Томске. В апреле 1920 года постановлением Сибирского комитета народного образования уволен с должности профессора Томского университета, после чего отправлен на принудительные работы в Омск. В 1922 году был освобожден, жил в Новониколаевске.
Скончался в 1948 году в Алма-Ате. Похоронен на Центральном кладбище города.

## Семья
- Первая жена — Лидия Ивановна.
- Их дети:
  - Нина (27 августа 1894-?), училась в Томском университете;
  - Галина (1 апреля 1896-?), училась в Томском университете;
  - Владимир (5 июля 1897-?), учился в Томском университете;
  - Татьяна (22 декабря 1899-?).
- Вторая жена — Татьяна Дмитриевна (в девичестве Рудакова; 24 октября 1888-?).

## Награды
Награжден орденами св. Станислава III и II (1909) степени, св. Анны III (1904) и II (1914) степени, св. Владимира IV степени (1916).

## Сочинения
- Обращения к Временному всероссийскому правительству и в Совет министров // ГАРФ. Ф. 140. Оп. 1. Д. 4, 12.
- Письма к И. С. Бердникову // НАРТ. Ф. 10. Оп. 5.
- Речь пред защитой магистерской диссертации «Канонические труды Иоанна, епископа Смоленского». — Казань : Унив. тип., [1895]. — 7 с
- Канонические труды Иоанна, епископа Смоленского / Соч. Павла Прокошева. — Казань : типо-лит. Имп. ун-та, 1895. — (4), 389 с.;
- Церковное судопроизводство в период вселенских соборов (accusatio) и влияние на него римско-византийского процессуального права / П. Прокошев. — Казань : типо-лит. Имп. Ун-та, 1900. — 219, III с.;
- Прискиллиан и прискиллианисты. Казань, 1900;
- Политика папы Льва XIII в связи с прошлым папства // Странник. 1905. № 7, 8;
- Политика папы Льва XIII в связи с принятием папства. Томск, 1910;
- Религиозный кризис на Западе Европы: модернизм // Известия Томского университета. 1910. Кн. 48;
- Религиозный кризис на западе Европы : (Модернизм) : [Публ. лекция, чит. в Обществ. собр. 20 нояб. 1910 г. в пользу О-ва вспомоществования недостаточным студентам Имп. Том. ун-та] / П. А. Прокошев, проф. Том. ун-та. — Томск : Паровая тип. Орловой, 1911. — [2], 26 с.;
- Didascalia apostolorum и первые шесть книг апостольских постановлений : Ист.-критич. исследование из области источников церк. права : Прил.: Didascalia apostolorum (текст памятника в русском переводе) / П. А. Прокошев, проф. Томск. ун-та. — Томск : типо-лит. С.-Петерб. т-ва печ. дела, 1913. — 697 с. разд. паг.;
- Didascalia apostolorum u первые шесть книг апостольских постановлений: Историко-критическое исследование из облает и источников церковного права // Известия Томского университета. 1914. Кн. 55;
- Приложение: Didascalia apostolorum и первые шесть книг апостольских постановлений: Историко-критическое исследование из области источников церковного права. II. Приложение: Didascalia apostolorum (текст памятника в русском переводе) // Известия Томского университета. 1914. Кн. 55;
- Пред лицом грядущей церковной реформы. Казань, 1914;
- Отчет о деятельности городского общественного управления в области начального и профессионального образования в г. Томске за 1915 г. Томск, 1916;
- Краткий очерк жизни и деятельности Петра Ивановича Макушина : Речь на торжеств. заседании по случаю полувекового юбилея культ.-обществ. деятельности почет. гражданина города Томска П. И. Макушина — 25 марта 1916 г. / [Пред. Гор. училищной комис. проф. П. Прокошев]. — Томск : тип. Дома трудолюбия, [1916]. — 9 с.
- Интервью // Правительственный вестник. 1919. 14 февраля. № 40;
- Основные начала, определяющие взаимные отношения между церковью и государством в России // Сибирский благовестник. 1919. № 2;
- Речь // Сибирская речь. 1919. 10 мая;
- О введении в действие решений Всероссийского Церковного Собора // Белая гвардия. 2008. № 10. С. 48-49.